# Стент, Гюнтер Зигмунд
Гюнтер Зигмунд Стент (англ. Gunther S. Stent; 28 марта 1924, Берлин, Германия — 12 июня 2008, Хейверфорд, Пенсильвания, США) — американский молекулярный биолог немецкого происхождения.
Член Национальной академии наук США (1982).

## Биография
Родился 28 марта 1924 года в Берлине. В связи с давлением нацистов на семью Стента, в 1940 году вместе с родителями эмигрировал в США и тут же поступил в Иллинойсский университет в Урбане, который он окончил в 1945 году. В 1948 году устроился на работу в Калифорнийский технологический университет в Пасадине и проработал до 1950 года. С 1950 по 1952 год работал в Европе: сначала в Копенгагенском университете (Дания), затем в Пастеровском институте (Париж, Франция). В 1952 году возвратился в США и устроился на работу в Калифорнийский университет, где до 1959 года он был научным сотрудником. В 1959 году был избран профессором и проработал долгие годы.
Скончался 12 июня 2008 года в Хейверфорде.

## Научные работы
Основные научные работы посвящены изучению структуры и механизмов репликации генетического материала у бактерий и бактериофагов, а также процессов транскрипции и трансляции генетической информации.

## Избранные сочинения
- Стент Г. З. Молекулярная генетика. — М.: Мир, 1974. — 535 с.
- Стент Г., Кэлиндар Р. Молекулярная генетика / Пер. с англ.: Ю. Н. Зографа и др.; Под ред. С. И. Алиханяна. — 2-е изд. — М.: Мир, 1981. — 648 с. — 13 500 экз.